# Montezuma-zacskósmadár
A Montezuma-zacskósmadár (Psarocolius montezuma) a madarak osztályának verébalakúak (Passeriformes) rendjébe, azon belül a csirögefélék (Icteridae) családjába tartozó faj.

## Rendszerezése
A fajt René Primevère Lesson francia ornitológus írta le 1830-ban, a Cacicus nembe Cacicus Montezuma néven. Sorolják a Gymnostinops nembe Gymnostinops montezuma néven is.
Faji és magyar nevét II. Montezuma azték császár tiszteletére kapta. A zacskósmadár név a faj fészkelési szokásaira utal, mivel fészkei mint nagy fonott zacskók csüngenek le a fák ágairól.

## Előfordulása
A faj Közép-Amerika esőerdeinek szélén, öreg gyümölcsültetvényeiben honos. A közép-amerikai földhíd karibi oldalán Mexikó délkeleti részétől délre egészen Panama középső vidékéig honos, azonban Guatemala déli részén nem él. A csendes-óceáni oldalon Nicaraguában és Costa Rica északnyugati területein él csak. Állandó, nem vonuló faj.

## Megjelenése
A hím átlagos testhossza 47,5 centiméter, a tojóé 39,2 centiméter, a hím testtömege 521 gramm, a tojóé 246 gramm. A két ivar megjelenése hasonló, de nagyságuk eltérő.
Tollazata nagyrészt gesztenyebarna, feje és nyaka fekete. Farka sárga. Arcán csupasz világoskék foltok és rózsaszín lecsüngő lebenyei vannak. ez utóbbiak mérete a hímeknél jóval nagyobb, mint a  tojóknál.
Szeme barna, hosszú csőre fekete, a hegye viszont vöröses.
|  |  |

## Életmódja
Rovarokkal és más ízeltlábúakkal táplálkozik, valamint békákat és más kisebb gerinceseket, gyümölcsöt és nektárt is fogyaszt. Fán élő faj, a talajra szinte sosem száll le. Kisebb-nagyobb csoportokban él és így jár élelem után is. A gyümölcsültetvényeken, elsősorban a Közép-Amerikában mindenütt jelenlevő banánültetvényeken olykor károkat is okoz.

## Szaporodása
Nemcsak a táplálékkeresés, de a szaporodási időszak alatt is igen társas madár. Kolóniákban költ, melyek ritkán állnak 30 fészeknél kevesebből, de néha óriási akár 170 fészekből álló kolóniái is kialakulhatnak. Minden kolóniában egy domináns hím van, melyik egy kiemelkedő ponton ülve figyeli háremét és igyekszik az összes tojóval párosodni.
A tojó többnyire egyedül, segítség nélkül építi meg 60-180 centiméteres jellegzetes lecsüngő fészkét fűszálakból. Kettő világos színű, sötéten pettyes tojást rak, melyeken 15 napig kotlik. A fiatal madarak mintegy egy hónap után hagyják el a fészket.
|  |  |

## Fordítás
- Ez a szócikk részben vagy egészben  a   Montezuma Oropendola című angol Wikipédia-szócikk ezen változatának fordításán alapul.  Az eredeti cikk szerkesztőit annak laptörténete sorolja fel. Ez a jelzés csupán a megfogalmazás eredetét és a szerzői jogokat jelzi, nem szolgál a cikkben szereplő információk forrásmegjelöléseként.